# Albert Neumaier
Albert Neumaier (* 24. Mai 1912 in Hofstetten; † 14. April 1983 in Karlsruhe) war ein deutscher Pfarrer und Widerstandskämpfer gegen den Nationalsozialismus.

## Leben
Albert Neumaier wuchs in Hofstetten auf und besuchte das Friedrich-Gymnasium Freiburg. Nach dem Abitur studierte er Theologie. Er kam über verschiedene Vikarsstellen nach Rotenfels, wo er als Vertretung für einen kränklichen Pfarrer wirkte. Als am 25. August 1944 das Sicherungslager Schirmeck-Vorbruck zu großen Teilen nach Rotenfels verlegt wurde und so als Sicherungslager Rotenfels weiter Bestand hatte, begann er Kontakte zur Lagerleitung zu knüpfen. Er überredete Mädchen aus seiner Gemeinde mit der Lagerleitung telefonisch anzubändeln, um den Kontakt herzustellen. So begannen Verhandlungen mit Lagerkommandant Robert Wünsch bezüglich der Entlassung einiger Häftlinge. Neumaier schmuggelte bei seinen Besuchen immer wieder Lebensmittel, Kleidungsstücke, aber auch Hostien und Messwein in das Lager ein.
Wünsch wirkte schließlich auf seine Vorgesetzten in Baden-Baden ein und so konnte eine Entlassung der meisten Häftlinge zu Ostern 1945 erwirkt werden. Etwa 170 Gefangene blieben jedoch in Haft und wurden murgaufwärts Richtung Freudenstadt evakuiert.
Nach dem Zweiten Weltkrieg half er beim Wiederaufbau der Stadt mit und richtete ein Sekretariat der Caritas ein. Am 30. April 1950 wurde Neumaier zum Pfarrer befördert und wirkte bis zu seinem Tod am 14. April 1983 in Rotenfels weiter, wo er sich vor allem um die Kinder- und Jugendgruppen verdient machte.

## Ehrungen
1973 wurde Neumaier auf Grund seines lebensbedrohenden Einsatzes für die Häftlinge das Bundesverdienstkreuz verliehen. Die Diözese Straßburg verlieh ihm außerdem die „Médaille de la reconnaissance diocésaine“. Laut einem Dekanatsbericht von 1961 galt Neumaier zeitweise als „der populärste Mann im Murgtal“.